# Liste der Monuments historiques in Masny
Die Liste der Monuments historiques in Masny führt die Monuments historiques in der französischen Gemeinde Masny auf.

## Liste der Bauwerke
| Bezeichnung      | Beschreibung | Standort                     | Kennzeichnung | Schutzstatus | Datum | Bild           |
| ---------------- | ------------ | ---------------------------- | ------------- | ------------ | ----- | -------------- |
| Kirche St-Martin | Erbaut 1864  | Rue C.-et-L.-Fauqueux (Lage) | PA59000114    | Inscrit      | 2005  | weitere Bilder |